# Stoomtrein Katwijk Leiden
De Stoomtrein Katwijk Leiden (tot maart 2015: Stoomtrein Valkenburgse Meer) is een smalspoorlijn met een spoorwijdte van 700 mm rond het Valkenburgse Meer, gemeente Katwijk, in de Nederlandse provincie Zuid-Holland. Nauwkeurig bekeken is de trein een tram: op het lijntje wordt gereden met een stoomtram, zoals die in het begin van de 20e eeuw in Nederland reed en voorts met materieel dat vroeger bij aannemers, steenfabrieken en andere industrieën dienst deed.
De Stoomtrein Katwijk Leiden is een activiteit van de Stichting Nationaal Smalspoor (SNS) en de Nederlandse Smalspoorweg Stichting (NSS). De laatste is eigenaar van het rijdend materieel. Behalve de stoomtrein exploiteren de stichtingen ook het Nationaal Smalspoormuseum dat gevestigd is rondom het station van de stoomtrein.

## Geschiedenis

### OprichtingNederlandse Smalspoorweg Stichting
In 1970 werd de Nederlandse Smalspoorweg Stichting (NSS) opgericht. Aan de wieg ervan stond Jan Pellenbarg. In zijn werk (als militair) werd zijn aandacht al in 1945 getrokken door spoorlijntjes in de Katwijkse duinen op een stafkaart. Toen hij ruim twintig jaar later hierop terugkwam en zich ging oriënteren, bleken de lijnen "toe te behoren aan de N.V. Leidsche Duinwater Maatschappij (LDM)". Ze werden gebruikt voor het vervoer van uiteenlopende materialen en voor revisie van de aan de lijnen gelegen diepbronpompen. De spoorwijdte was 700 mm en als tractiemiddelen waren aanwezig een Ruston-dieselloc en een Spoorijzer-railtractor. Verder was er een tweetal z.g. draisines of railauto's."
Er bleek ongeveer 13 km spoor te liggen; het reikte tot aan de Wassenaarse Slag. Pellenbarg lanceerde het plan om deze smalspoorbanen door hobbyisten te laten onderhouden, met als tegenprestatie dat ze er incidenteel met eigen tractiemiddelen op zouden mogen rijden. Dat plan werd positief ontvangen door de directie van de LDM. Via contacten met de afdeling Den Haag van de Nederlandse Vereniging van Belangstellenden in het Spoor- en tramwegwezen (NVBS) werd een groep vrijwilligers gevormd, die in april 1970 begon met het onderhoudswerk van de banen. In het achterhoofd speelde het idee om de banen ook met stoomlocomotieven te gaan berijden. Die droom werd werkelijkheid toen in 1972 de eerste stoomtram van de NSS op de baan verscheen; daarmee werd op enkele rijdagen voor publiek gereden.
De oprichter van de NSS, Jan Pellenbarg, gaf tot zijn overlijden in 1984 leiding aan de stichting. Hij kon nog de ingebruikname van een nieuwe werkplaats meemaken. Kort voor zijn overlijden was overeenstemming bereikt met de toenmalige beheerder van het terrein, Staatsbosbeheer, waardoor het voorlopig mogelijk was het Katwijkse smalspoornet in de duinen te kunnen blijven berijden. Jan Pellenbarg werd als voorzitter van de NSS opgevolgd door Peter Lammens.

### De eerste jaren: stoomtreintjes in de duinen
De eerste zeven jaren verliepen voorspoedig. De collectie groeide en er kwamen meer passagiers. In 1977 werd het beheer van het gebied overgedragen aan Staatsbosbeheer. Sinds die tijd werd het steeds moeilijker om nog stoomtreinritten in de duinen te verzorgen. Al in 1978 kopte de Leidsche Courant: "Staatsbosbeheer houdt voet bij stuk: Katwijkse stoomtreintjes moeten definitief verdwijnen." Alhoewel in 1984 nog toestemming werd verleend het aantal rijdagen tot negen uit te breiden, viel in 1992 definitief het doek. Op 15 augustus van dat jaar werd voor de laatste keer over de sporen in de duinen gereden; 2.200 passagiers toonden op die dag hun belangstelling.
Het smalspoornet in de duinen van Katwijk werd beschouwd als "het mooiste industriële smalspoornet van Nederland; niet zozeer vanwege de technische staat, maar wel door haar grootte en ligging." Het smalspoornet was ook een echt netwerk, dat goede mogelijkheden voor het houden van rondritten bood. Sluijters beschrijft in 1985 een rit door de duinen in de volgende bewoordingen: "Het traject door de Katwijkse duinen is bijzonder aantrekkelijk, vooral omdat onderweg een aantal duinmeertjes met interessante flora en fauna wordt gepasseerd. Door de open rijtuigen en het gezapige tempo heeft de reiziger alle gelegenheid om trein en landschap te bekijken. Onderweg wordt eenmaal van locomotief gewisseld en wordt de trein omgerangeerd. De rit duurt ongeveer veertig minuten. Het is een echt gezellig 'klein treintje' en juist de combinatie van trein en landschap maakt een bezoek altijd zeer de moeite waard."

### Het Valkenburgse Meer

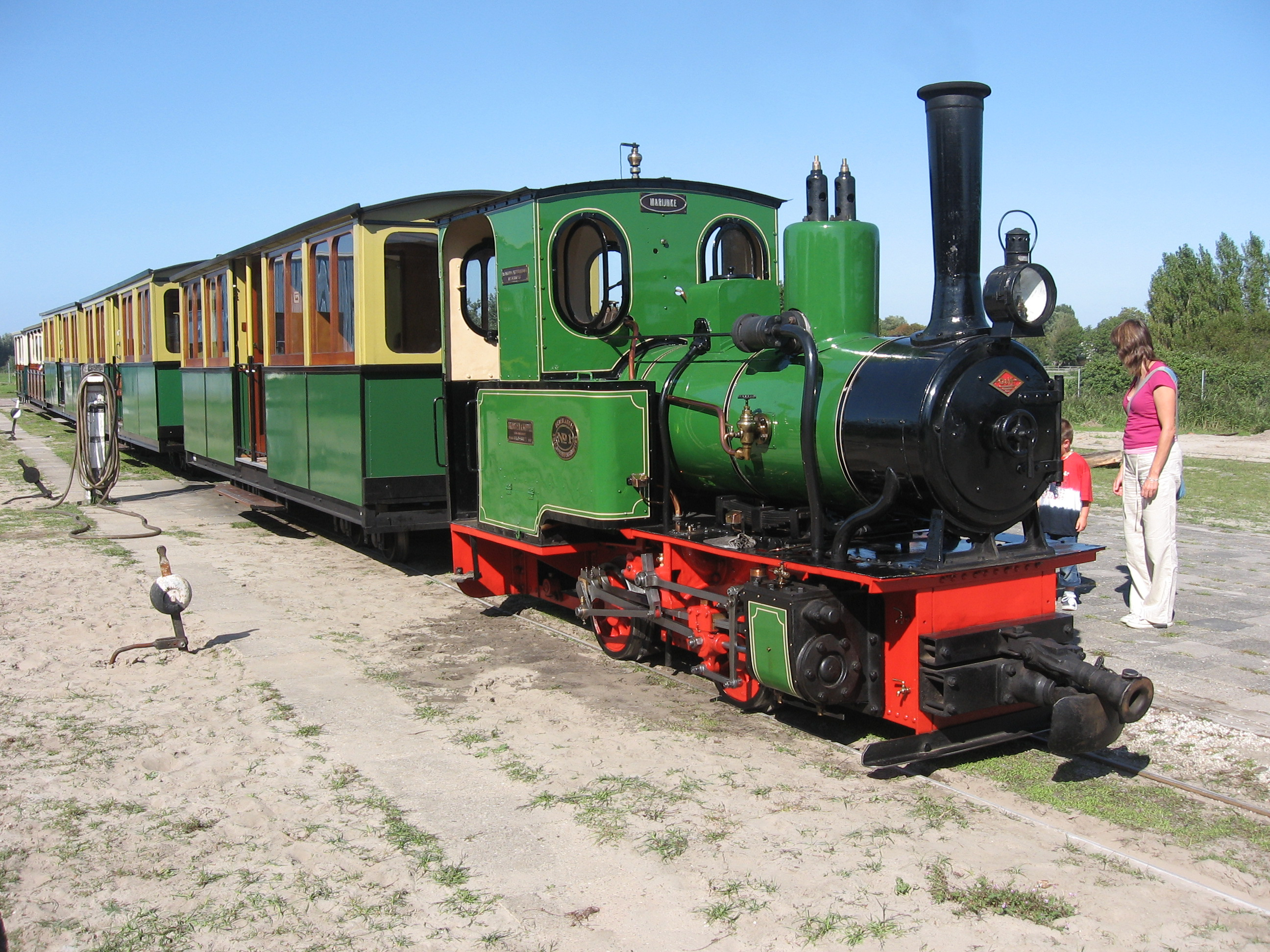
Smalspoorstoomtrein met loc 1 'Marijnke' van de Stoomtrein Katwijk Leiden.

Eind jaren tachtig besloot Staatsbosbeheer, eigenaar van de Katwijkse Zuidduinen, dat het toeristentreintje niet langer door de duinen mocht lopen. Door de NSS werd de Stichting Nationaal Smalspoormuseum opgericht met het doel een museum en bijbehorende museumlijn te exploiteren, waarbij de NSS haar materieel ter beschikking stelde. Ze werkten nu samen onder de naam 'Stoomtrein Valkenburgse Meer' (SVM). Door de Provincie Zuid-Holland werd de locatie aan het Valkenburgse Meer ter beschikking gesteld om dit doel te realiseren.
Vanaf 1993 werd over een nieuwe route gereden, rondom het Valkenburgse Meer, langs de toenmalige vliegbasis Valkenburg. Deze route wordt nog steeds gebruikt. De route liep tot 2022 langs circa driekwart van het meer. Op 1 juli 2022 was ook het laatste stuk langs het meer (inclusief een nieuwe brug) aangelegd, zodat er later dit jaar een gehele rondrit om het meer gemaakt kan worden. Vanaf 2023 wordt er standaard rond het meer gereden.
Sinds 1995 is het Nationaal Smalspoormuseum geopend. Hierin staan diverse stoom- en diesellocomotieven tentoongesteld, alsmede andere zaken die met smalspoor te maken hebben. Een pronkstuk is het laatste stoomtramstel van de Gelderse Tram (GSTM), bestaande uit loc 13 'Silvolde', rijtuig 48 en goederenwagen 41. Ook loc 607 'Vrijland staat in het museum.
Vanaf 2003 wordt gebouwd aan het buitenmuseum, waarin tientallen toepassingen van smalspoor zijn uitgewerkt; in de eerste plaats het trambedrijf (naar het voorbeeld van de Gelderse Tramwegen), en verder onder andere tuinbouw, turfwinning, mijnbouw en grondverzet bij de aannemerij.
In 2005 is in het kader van het trambedrijf een nieuwe rijtuigenremise in gebruik genomen, naar voorbeeld van de rijtuigenloods van de Geldersche Tramwegen in Doetinchem.
Daarnaast is vervolgens in 2009 een stoomlocomotievenloods gebouwd, naar voorbeeld van de Stoomtram Zutphen - Emmerik (ZE), deze biedt onderdak aan negen locs.
In 2013 en 2020 werden twee houten (diesel)motorlocomotievenloodsen gerealiseerd. Zij zijn verbonden met een traverse. In de loodsen liggen zes, respectievelijk acht sporen, waarop totaal plaats is voor circa 45 locs.
In 2013 werd een nieuw stationsgebouw in gebruik genomen. Dit gebouw is een kopie van het vroegere tramstation te Gorssel uit 1926 aan de tramlijn Zutphen - Deventer van de Stoomtram Zutphen - Emmerik (ZE). Dit was in 1926 Nederlands laatst geopende smalsporige stoomtramweg.
In het buitenmuseum worden diverse objecten tentoongesteld waarbij smalspoor een rol speelde, zoals onder meer een excavateur, een mijngang en een tuinderskas.

### 2015: Stoomtrein Katwijk Leiden

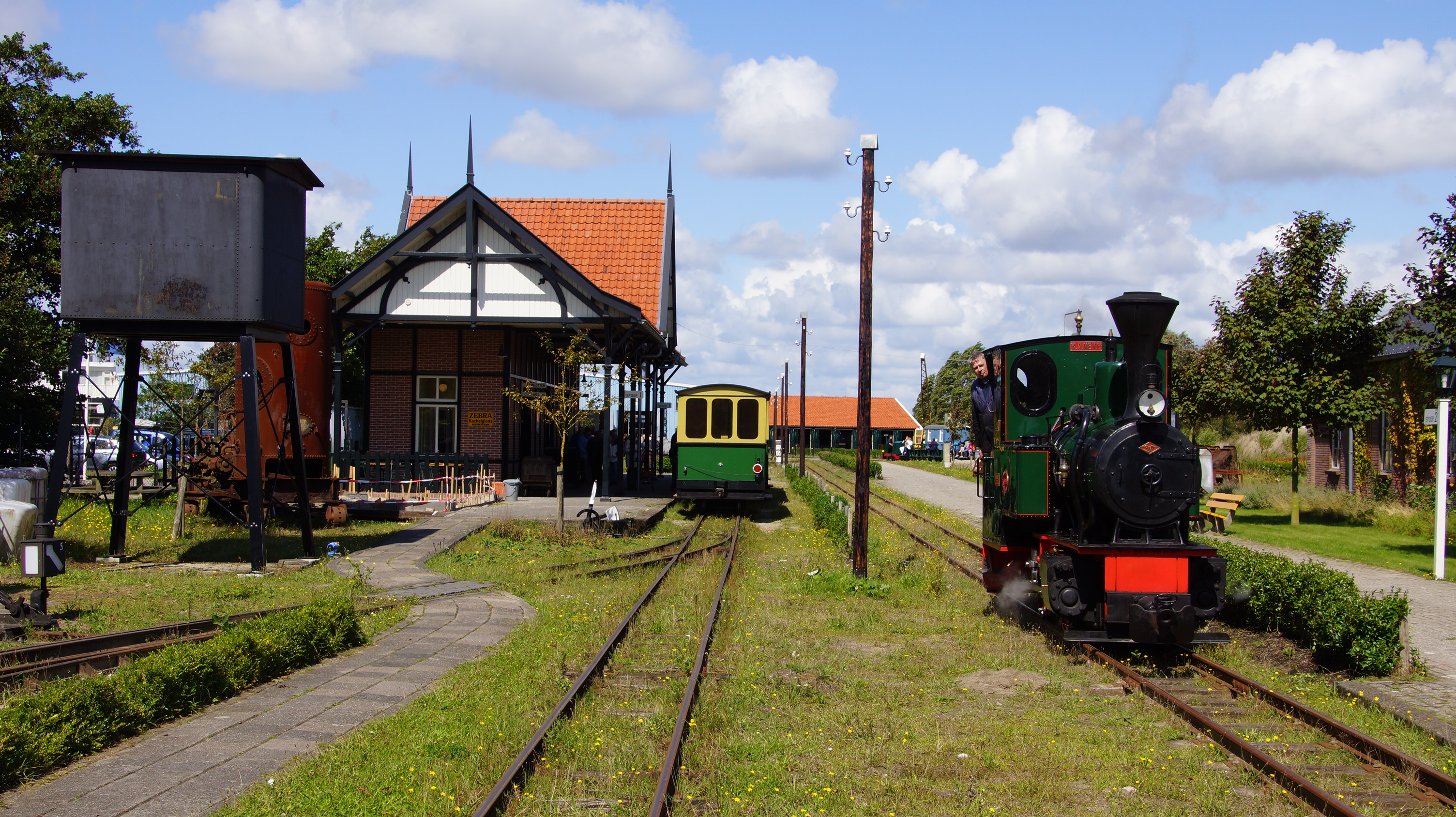
Stoomtrein Katwijk Leiden met loc Orenstein & Koppel 12974 bij het tramstation

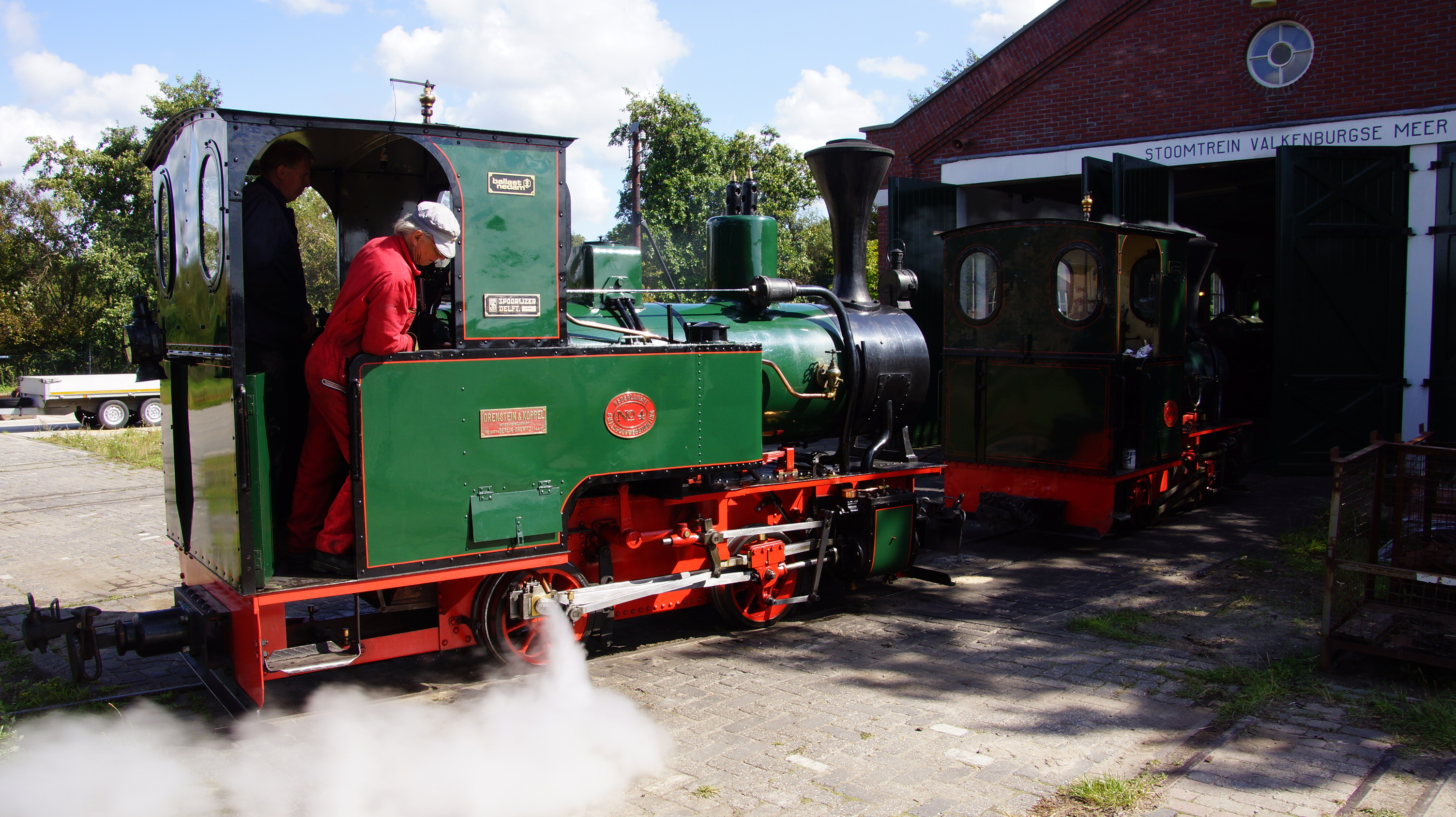
Stoomtrein Katwijk Leiden met loc 4 'K.A. Neve' bij de locomotievenloods

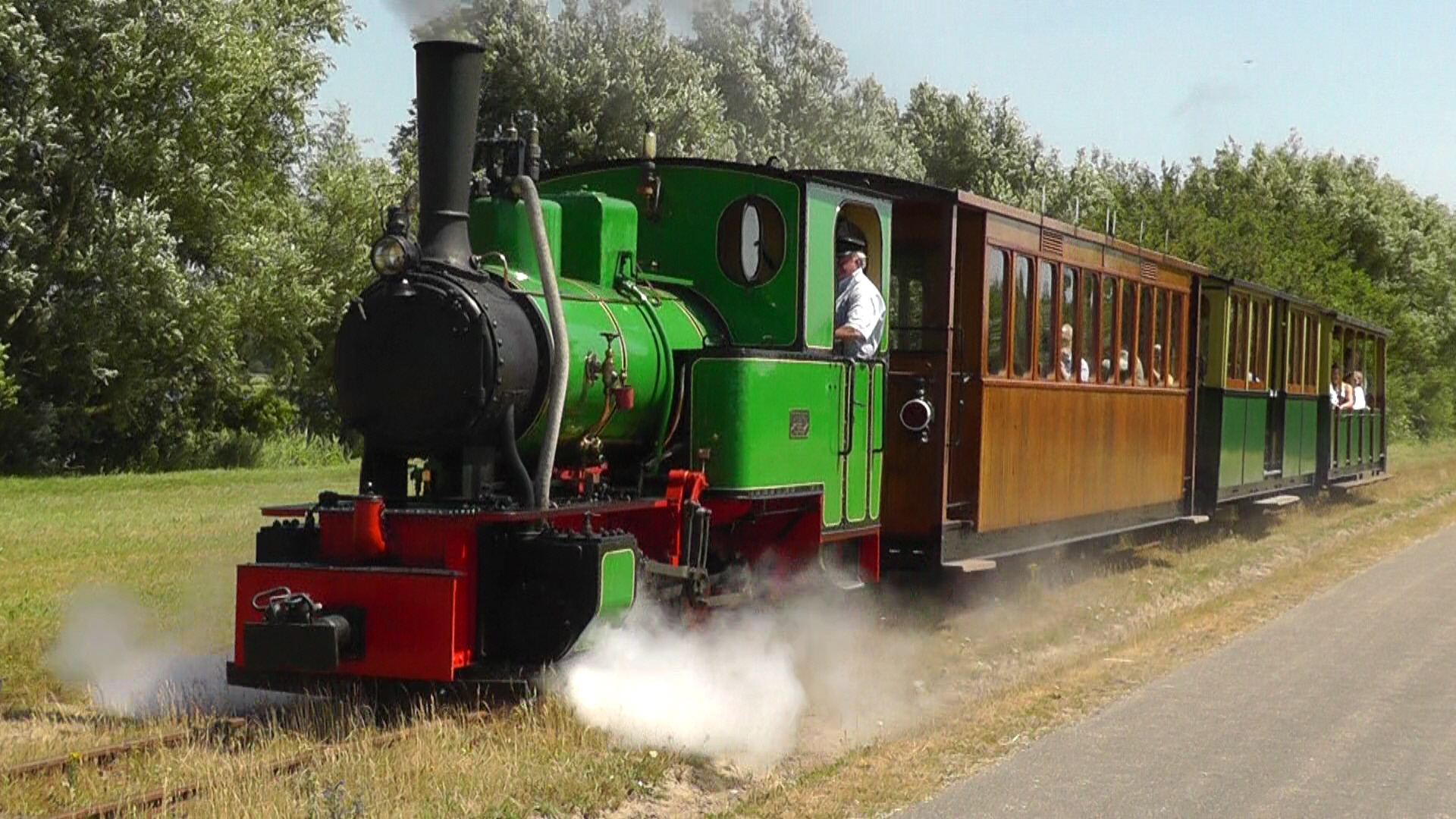
Stoomlok Henschel 21147 met Stoomtrein Katwijk Leiden

Met ingang van het seizoen 2015 is de naam van de museumlijn veranderd in Stoomtrein Katwijk Leiden.
De nieuwe naam brengt tot uitdrukking dat de museumlijn zich nadrukkelijk gaat richten op de doelgroep 'ouders met kinderen en grootouders met kleinkinderen', vooral binnen een straal van een half uur reistijd van Valkenburg. Op de tweede plaats komen de zomerse toeristen (de 'badgasten', zoals dat in Katwijk heet) en op de derde plaats de smalspoorliefhebbers.
De naam Stoomtrein Katwijk Leiden is gekozen, omdat anders dan bij Valkenburgse Meer, direct duidelijk waar de museumlijn zich bevindt. (namelijk aan de rand van Katwijk, op de gemeentegrens met Leiden). De naam is dus geen verwijzing naar de voormalige HIJSM-dienst Katwijk – Leiden. Overigens wordt ook de naam Smalspoormuseum niet meer prominent gevoerd.

## De route
De lijn, met een spoorwijdte van 700 mm, heeft haar beginpunt op het voorterrein van het museum, bij het tramstation. Tot dat het mogelijk werd om helemaal om het meer heen te rijden ging een het als volgt: de rit vangt aan met een rit naar de Wassenaarse Wetering, aan de andere zijde van het meer. Na het omrangeren van de locomotief rijdt de trein terug, passeert het museum en stopt bij de remise. Vervolgens wordt de loc opnieuw omgerangeerd en keert de trein terug naar het museum. De lengte van het traject is circa 4,5 km.
De baan was aanvankelijk uitgevoerd in veldspoor (12 kg/m). Sinds 2004 worden delen van het spoor vervangen door zwaarder materiaal (24 kg/m) dat minder onderhoudsgevoelig is.
In 2006 is voor het eerst met de gemeenteraad van Katwijk gesproken over verlenging van de smalspoorlijn in de richting van de duinen. Dit zou een nieuw tracé van enkele kilometers betekenen, wat dankzij de sluiting van het marinevliegkamp mogelijk zou worden.
Vele jaren was er het plan om een ringlijn rond het meer te realiseren. Dit was afhankelijk van de zandwinning in het Valkenburgse Meer. Sinds 2020 werd gewerkt aan de ‘sluiting’ van de ring rondom om het meer, inclusief de plaatsing van een nieuwe brug. Uiteindelijk werd de ring voltooid in 2022. Sinds 2023 wordt volgens dienstregeling een rondje om het meer gereden.
Het Smalspoormuseum werkt ook nog aan de bouw van het buitenmuseum (dat de voltooiing nadert) en de restauratie van enkele stoomlocomotieven. Pas daarna kan geld gespaard worden voor een eventuele doortrekking van de museumlijn.

## Dienstuitvoering
Het rijseizoen duurt van Pasen tot en met het laatste weekend van september. In de weekeinden wordt met stoomtractie gereden. Daarnaast zijn er extra rijdagen waarop met dieseltractie gereden wordt. Enkele malen per jaar worden er buiten het rijseizoen speciale rijdagen gehouden, doorgaans met stoomtractie. De bij de stoom- en dieselritten gebruikte rijtuigen (P-serie) zijn sinds de jaren tachtig gebouwd in de NSS-werkplaats in de duinen van Katwijk of bij het Valkenburgse Meer.
In 2025 is de oever van het Valkenburgse Meer verzakt, waardoor de treintjes met Pasen niet zullen rijden en vrijwel zeker de rest van het seizoen ook niet.